# Журавлевка (Целинский район)
Журавлёвка — село в Целинском районе Ростовской области.
Входит в состав Ольшанского сельского поселения.

## География
Село находится на расстоянии 39 км к северо-востоку от посёлка Целина, административного центра района.

## Население
| 2010 |
| ---- |
| 836  |

## Улицы
| - ул. Больничная, - ул. Западная, - ул. Молодёжная, | - ул. Московская, - ул. Центральная, - пер. Школьный. |